# Enric Gallego
Enric Gallego Puigsech (Barcellona, 12 settembre 1986) è un calciatore spagnolo, attaccante del Tenerife.

## Caratteristiche tecniche
È un centravanti.

## Carriera
Fino a 27 anni gioca come dilettante poiché il suo impiego principale era quello di camionista, quindi decide di dedicarsi solo al calcio e arriva al calcio professionistico a 32 anni. Acquistato per 50.000 euro dall'Extremadura, si trasferisce all'Huesca per 2 milioni di euro. Il 1º febbraio 2019 ha segnato la sua prima rete in Primera División con la maglia dell'Huesca nel match vinto 4-0 contro il Real Valladolid. Trasferitosi al Getafe nell'estate del 2019 per 6 milioni di euro, il suo valore di mercato è aumentato del 12000% in un anno e mezzo.